# Pueblo moré

Los morés, itenes o muris son un pueblo indígena que vive en el área del río Guaporé, en la frontera entre Brasil (en Rondonia) y Bolivia (en Beni). Viven en las comunidades de Monte Azul y Vuelta Grande en el municipio de Puerto Siles.

## Idioma
El idioma itene o moré es una lengua de la familia chapacura-wañam. Desde la promulgación del decreto supremo n.º 25894 el 11 de septiembre de 2000 el moré es una de las lenguas indígenas oficiales de Bolivia, lo que fue incluido en la Constitución Política al ser promulgada el 7 de febrero de 2009.

## Historia
Los moré eran una etnia distinta pero relacionada con la de los baures.
En 1742 parte de ellos se trasladó a la misión jesuita de Santa Rosa de Moxos, fundada por Atanasio Teodoro en el río Guaporé.
En 1743 se publicó un informe de João Gonçalves Pereira que decía que este grupo vivía a orillas del río Guaporé (que corre de este a oeste) al oeste del territorio habitado por los urumus y aricorones, al este del territorio ocupado por los misiones jesuitas de los moxos y al norte del territorio ocupado por las misiones jesuitas entre los baures.
Según Pereira, ese pueblo:
- Se dedicaba a la agricultura, plantando maíz pururuca, que es una variedad más suave que la más utilizada en Mato Grosso en ese momento, plátanos, papayas, maní, papas y tabaco;
- Tenían crianzas de patos, patos silvestres, pollos y otras aves y pájaros salvajes;
- Usaban canoas de buriti y otras de madera, muy pequeñas, pero no usaban remos, navegaban en aguas poco profundas, impulsando el bote con palos que tocaban el suelo sumergido;
- Usaban un idioma diferente al de las tribus vecinas (guaraiutás y urumus), pero podían comunicarse con ellos;
- Eran enemigos de las tribus vecinas.
- Usaban flechas envenenadas;
- Muchos de ellos vivían en la reducción jesuita de San Miguel, a donde muchos fueron bautizados y civilizados;
- Llevaban camisas de corteza de madera.

En el siglo XVIII muchos miembros de este grupo étnico vivían en las misiones jesuitas de San Simón, San Judas y San Miguel, que luego fueron destruidas. La mayoría de los 4000 habitantes de la misión San Miguel (ubicada cerca de la desembocadura del río Blanco, que desemboca en el río Guaporé) eran morés. Algunos habitantes de la reducción de Santa Rosa de Itenes (destruida en 1742) también eran morés.
En las márgenes del río Mamoré estaban situados cerca de la misión de Exaltación y, en 1884, muchas familias cruzaron el río y se unieron al grupo de chácobos y sinabos.
En 1935, Heinrich Snethlage hizo contacto con los morés, que se llamaban a sí mismos itoreauhip.

## Información más reciente
Estudios posteriores declararon que vivían en el triángulo formado por los ríos Mamoré, Guaporé, Machupo e Itonomas y Blanco. Sus aldeas estaban distantes entre sí y muchas de ellas solo estaban ocupadas periódicamente. Cada familia poseía una tierra de cultivo, que nominalmente pertenecía a un jefe de la familia. Cultivaron maíz, yuca dulce, camote, ñame, plátanos, papaya, piña, algodón. Todavía tenían muchos animales, especialmente pájaros, para los cuales hacían pequeñas jaulas.
Para estas personas, el consumo de carne de venado era un tabú, por otro lado, recolectaban huevos de tortuga y cocodrilo y pescaban con arcos, flechas, cestas cónicas (hechas de hojas de palma), o incluso con veneno de vid.
Sus chozas estaban sostenidas por dos filas de postes de madera y generalmente estaban cerca de las plantaciones. El lado abierto de la cabina, así como el techo, estarían cubiertos con hojas de palma motacu. En estas chozas vivirían hasta ocho familias. Sus redes estaban hechas de hilo de algodón o fibra, y los bancos de madera se usaban principalmente como accesorios ceremoniales.
Llevaban camisas sin mangas hechas de la corteza de varios árboles, que proporcionaban diferentes colores. Solían perforar la parte superior e inferior de los labios para insertar pequeños pedazos de madera, plumas y, a veces, labretas de resina.
Hombres y mujeres solían pasar un pequeño tocón de madera a través del tabique nasal (nariguera), que simbolizaba, según la opinión del antropólogo, un talismán contra la enfermedad. Pequeños tocones de madera o plumas también se insertaron en los lóbulos de las orejas o se unieron a su cabello con una honda.
La cerámica se mezcló con las cenizas de una especie de esponja que flotaba en el bosque inundado, que contenía espículas de calcio que rara vez daban fuerza a la arcilla. Los jarrones estaban adornados con conchas y pulidos con guijarros. Después de que la arcilla se endureció, las piezas se secaron al fuego y luego se pintaron. Los principales tipos de jarrones eran grandes cuencos y jarras.
El trabajo de paja incluyó esteras, tamices, agitadores, mochilas y cestas rectangulares. También realizaron trabajos en madera con dientes de piraña y huesos de pájaros. Sus armas eran el arco (obtenido de una palmera fuerte) y flechas (una para la caza de aves y otra para peces).
Los chamanes tuvieron una fuerte influencia en la población.
En 1963 se observó que la mayoría de ellos vivía en el lado brasileño del río Guaporé, mientras que una minoría vivía en el lado boliviano, pero una encuesta más reciente realizada por el Consejo Misionero Indígena (Cimi) indicó que no había más miembros de esta gente en territorio brasileño, y los remanentes vivían en Bolivia.
Según el censo Conniob (Confederación Nacional de Nacionalidades Indígenas y Originarias de Bolivia (2004), eran 360. La población que se autorreconoció como moré en el censo boliviano de 2001 fue de 46 personas. Este número aumentó a 255 en el censo de 2012.